# 布鲁赫韦勒-贝伦巴赫
布鲁赫韦勒-贝伦巴赫是德国莱茵兰-普法尔茨州的一个市镇。总面积9.36平方公里，总人口1594人，其中男性785人，女性809人（2011年12月31日），人口密度170人/平方公里。